# Adoption homoparentale
Pour les articles homonymes, voir Adoption (homonymie).
L’adoption homoparentale est l’adoption d’un enfant par un couple homosexuel ou, à titre individuel, par une personne homosexuelle ou bisexuelle.
- Adoption par un couple légale
- Adoption des enfants du conjoint légale
- Illégal, inconnu ou ambigu
- États avec mariage homosexuel qui n'autorisent pas ces couples à adopter

- Mariage reconnu
- Autre type d’engagement reconnu
- Mariage à l’étranger reconnu
- Reconnaissance limitée du mariage homosexuel
- Reconnaissance limitée du mariage conclu à l’étranger (droit de séjour)
- Pas de reconnaissance des couples homosexuels

- Lois restreignant la liberté d’expression et d’association
- Peine théorique non appliquée en pratique
- Peine d’emprisonnement
- Peine de mort théorique et personnes non poursuivies
- Peine de mort

Statut légal de l’adoption par des couples homosexuels dans le monde
(Note : peut faire référence à des décisions juridiques ou à des lois non encore entrées en vigueur.)
Adoption par un couple légale
Adoption des enfants du conjoint légale
Illégal, inconnu ou ambigu
États avec mariage homosexuel qui n'autorisent pas ces couples à adopter

L’adoption par un couple homosexuel ou par une personne homosexuelle ou bisexuelle est liée au statut légal de l’homosexualité dans la juridiction considérée : interdite dans les pays où l’homosexualité est interdite ou réprimée, généralement autorisée dans les pays où le mariage entre personnes de même sexe est légal.
Il faut aussi signaler le cas de la coparentalité, qui concerne généralement un couple d’hommes et un couple de femmes, mais n'est presque reconnu par aucune législation.

## États ayant ouvert l’adoption aux couples de même sexe

### Adoption par un couple légale

#### Le droit à l’adoption complète pour les couples de même sexe est légale dans28 États
- Afrique du Sud (septembre 2002)[2]
- Andorre (décembre 2014)[3]
- Allemagne (2017)
- Argentine (juillet 2010)[4]
- Australie (dans tout le territoire sauf le Territoire du Nord) :

- -  Australie-Méridionale (2017)
  -  Australie-Occidentale (2002)
  -  Nouvelle-Galles du Sud (septembre 2010)[5]
  -  Queensland (2016)
  -  Tasmanie (juin 2013)[6]
  -  Territoire de la capitale australienne (2004)
  -  Victoria (2016)[7],[8]

- Autriche (janvier 2016)[9]
- Belgique (avril 2006)[10]
- Brésil (mai 2010)[11]
- Canada (à partir de 1996, le dernier à l’adopter le fait en 2011)[12] :

- -  Alberta (2007)
  -  Colombie-Britannique (1996)
  -  Île-du-Prince-Édouard (2009)
  -  Manitoba (2002)
  -  Nunavut (2011)
  -  Nouveau-Brunswick (2008)
  -  Nouvelle-Écosse (2001)
  -  Ontario (1999)
  -  Québec (2002)
  -  Saskatchewan (2001)
  -  Terre-Neuve-et-Labrador (2002)
  -  Territoires du Nord-Ouest (2002)
  -  Yukon (2003)

- Chili (mars 2022)
- Colombie (novembre 2015)[13]
- Danemark (mars 2010)[14]
  -  Groenland (octobre 2015)[15]
  -  Îles Féroé (2017)[16]
- Espagne (janvier 2005)[17]
- Estonie (janvier 2024)
- États-Unis (à partir de 1993 par États, le dernier à l’adopter le fait en 2016)[18],[19],[20] :

- -  Alabama (juin 2015)
  -  Alaska (2014)
  -  Arizona (2014)
  -  Arkansas (2011)
  -  Californie (2003)
  -  Caroline du Nord (2014)
  -  Caroline du Sud (2014)
  -  Colorado (2004)
  -  Connecticut (2000)
  -  Dakota du Nord (juin 2015)
  -  Dakota du Sud (juin 2015)
  -  Delaware (2012)
  -  Floride (avril 2015)[21]
  -  Géorgie (juin 2015)
  -  Guam (2002)
  -  Hawaï (2012)
  -  Idaho (2014)
  -  Îles Mariannes du Nord (juin 2015)
  -  Îles Vierges des États-Unis (juin 2015)
  -  Illinois (2008)
  -  Indiana (2006)
  -  Iowa (2008)
  -  Kansas (2014)
  -  Kentucky (juin 2015)
  -  Louisiane (juin 2015)
  -  Maine (2007)
  -  Maryland (2009)
  -  Massachusetts (1993)
  -  Michigan (juin 2015)
  -  Minnesota (2013)
  -  Mississippi (2016)
  -  Missouri (2014)
  -  Montana (2014)
  -  Nebraska (juin 2015)
  -  Nevada (2009)
  -  New Hampshire (1999)
  -  New Jersey (1998)
  -  New York (2002)
  -  Nouveau-Mexique (2013)
  -  Ohio (juin 2015)
  -  Oklahoma (2014)
  -  Oregon (2007)
  -  Pennsylvanie (2014)
  -  Porto Rico (juin 2015)
  -  Rhode Island (1995)
  -  Samoa américaines (juin 2015)
  -  Tennessee (juin 2015)
  -  Texas (juin 2015)
  -  Utah (2014)
  -  Vermont (1993)
  -  Virginie (octobre 2014)[22]
  -  Virginie-Occidentale (2014)
  -  Washington (2012)
  -  Washington D.C. (1995)
  -  Wisconsin (2014)
  -  Wyoming (2014)

- Finlande (mai 2017)[23]
- France (mai 2013)[24]
- Grèce (février 2024)[25]
- Irlande (avril 2016)[26]
- Islande (juin 2006)[27]
- Israël (2008)[28],[29]
- Luxembourg (janvier 2015)[30]
- Malte (avril 2014)[31]

Adoption homoparentale en Mexique

- Mexique (dans quatorze États et la capitale fédérale) :

- -  Aguascalientes (2019)
  -  Basse-Californie (2017)
  -  Campeche (2016)
  -  Chiapas (2017)
  -  Chihuahua (2017)
  -  Coahuila (septembre 2014)[32]
  -  Colima (juin 2016)[33]
  -  District Fédéral de Mexico (avril 2010)[34]
  -  Michoacán (juin 2016)[35]
  -  Morelos (2016)
  -  Nayarit (2019)
  -  Puebla (2017)
  -  Querétaro (2017)
  -  San Luis Potosí (2019)
  -  Veracruz (2016)

- Norvège (janvier 2009)[36]
- Nouvelle-Zélande (août 2013)[37] (dans tout le territoire sauf aux Tokelau, Niue et les Îles Cook)
- Pays-Bas (avril 2001)[38] (dans tout le territoire sauf en Aruba, Curaçao et Sint Maarten)
  -  Pays-Bas caribéens (octobre 2012)[38]
- Portugal (février 2016)[39]
- Royaume-Uni (dans tout le territoire sauf en Anguilla, les Îles Caïmans, les Îles Vierges britanniques, les Îles Malouines, les Îles Turks-et-Caïcos, Montserrat, Sainte-Hélène, Ascension et Tristan da Cunha) :

- -  Angleterre et  Pays de Galles (décembre 2005)[40]
  -  Écosse (septembre 2009)[41]
  -  Irlande du Nord (décembre 2013)[42]
  -  Bermudes (2015)[43],[44]
  -  Gibraltar (mars 2014)[45]
  -  Guernesey (2016)[46]
  -  Île de Man (avril 2011)[47]
  -  Îles Pitcairn (mai 2015)
  -  Jersey (avril 2012)[48]

- Suède (février 2003)[49]

- Suisse (juillet 2022)
- Slovénie (octobre 2022)
- Uruguay (septembre 2009)[50]

### Adoption simple légale
- Italie (juin 2016)[51]

## Législations
L’adoption de l’enfant du partenaire de même sexe (création d’une double parentalité légale des deux partenaires) est autorisée (sous des conditions divergentes) en Alberta (Canada), en Allemagne, en Islande, en Israël, en Norvège et en Tasmanie (Australie).

### En Amérique
En Argentine, elle est possible depuis 2010 avec la loi du mariage entre personnes de même sexe. Il faut cependant résider depuis plus de 5 ans dans le pays[réf. nécessaire].
En Australie, elle est possible dans les États d’Australie occidentale et sur le territoire de la capitale australienne (Canberra).
Au Brésil, elle est possible depuis 2010.
Au Canada, elle est possible dans toutes les provinces et territoires.
Aux États-Unis, elle est légalisée en Californie, au Massachusetts, au New Jersey, dans l’État de New York, au Nouveau-Mexique, dans l’Ohio, à Washington DC, dans le Vermont, dans l’État de Washington et au Wisconsin.
Le 27 août 2009, l’Uruguay devient le premier pays latino-américain à légaliser l’adoption par les couples de même sexe.

### En Europe

Statut légal de l’adoption par des personnes homosexuelles en Europe
Adoption par un couple et par le beau-parent légale
Adoption des enfants du conjoint légale
Inconnu/Ambigu

#### Conseil de l’Europe
Dans les 47 États membres du Conseil de l'Europe, depuis 2008, il n’est plus possible de refuser une adoption sur le seul motif que le demandeur est homosexuel.
Cependant, la Cour européenne des droits de l'homme ne conteste pas l’interdiction du mariage entre personnes de même sexe. Le mariage étant souvent l’une des conditions de l’adoption, l’adoption par un couple de même sexe d’un enfant extérieur au couple ou de l’enfant du partenaire est donc souvent interdite.

##### Refus d’agrément à l’adoption en raison de l’homosexualité: NON
Depuis l’« arrêt E.B. c. France » du 22 janvier 2008 de la CEDH, il n’est plus autorisé de refuser un agrément au motif de l’absence de référent de l’autre sexe car cela aboutirait « à vider de sa substance le droit qu’ont les célibataires de demander l’agrément, dès lors que la présente affaire ne concerne pas une demande d’agrément en vue d’adopter présentée par un couple, marié ou non, mais par une célibataire ».
Une telle pratique serait une violation de l’article 14 de la Convention (discrimination), combiné avec l’article 8 (Droit au respect de la vie privée et familiale).

##### Refus d’adoption en raison de l’interdiction du mariage entre personnes de même sexe: OUI
Dans l’affaire « Gas et Dubois c. France » de 2012, la Cour EDH autorise les États à interdire l’adoption de l’enfant du concubin du même sexe car le mariage entre personnes de même sexe ne saurait être imposé.

##### Refus de l’adoption de l’enfant du concubin en raison de l’homosexualité: NON
Dans l’affaire, « X et autres c. Autriche » du 19 février 2013, la Cour estime que l’adoption de l’enfant du concubin de même sexe doit être possible dans les mêmes conditions entre couples de sexe différent et couples de même sexe. Si l’adoption de l’enfant du concubin est autorisée dans un couple hétérosexuel, l’adoption de l’enfant du concubin doit être autorisée dans un couple homosexuel.

##### Union européenne
Au sein de l’Union européenne actuelle, douze pays l’ont légalisée : l’Autriche (2015), la Belgique, le Danemark (2009), l’Espagne, la France (2013), l’Irlande (2015), le Luxembourg (2014, entrée en vigueur le 1er janvier 2015), le Portugal (20 novembre 2015), Malte (2014), les Pays-Bas, la Suède, et la Finlande (2016-2017) pour les couples mariés depuis qu'ils peuvent être homosexuels. C'est aussi le cas au Royaume-Uni. Hors UE, l’Islande et la Norvège, qui sont membres de l’Espace économique européen, ont également adopté une législation en ce sens (2006 et 2009).
En France, la loi dispose longtemps que l’adoption par un couple ne peut provenir que d’un couple marié (art. 343 du code civil). Dès que le mariage entre personnes de même sexe est autorisé, les couples de même sexe peuvent adopter s'ils y recourent. Par ailleurs, une personne non mariée (pacsée, en concubinage ou célibataire) homosexuelle peut adopter un enfant qui pourra par la suite être adopté par l'éventuel concubin de l’adoptant s’ils se marient. Entrée en application le 5 octobre 2022, une version actualisée du Code civil, par la loi du 21 février 2022, étend la possibilité d'adoption conjointe aux cohabitations stables entre deux partenaires de PACS ou d'union libre de même sexe comme de sexe différent.
En Autriche, l’adoption homoparentale était interdite alors que l’adoption par le beau-parent au sein d’un couple non marié hétérosexuel était autorisée. Cette situation a conduit à la condamnation de l’Autriche par la Cour européenne des droits de l'homme. À la suite de cet arrêt, la législation autrichienne a été modifiée de sorte que l’adoption de l’enfant du partenaire hors mariage est désormais aussi ouverte au partenaire de même sexe. L’adoption de l’enfant du partenaire de même sexe est également possible en Allemagne, en Finlande, en Slovénie, en Estonie, en Suisse et en Italie.
Le 14 janvier 2015, la Cour Constitutionnelle a déclaré l’interdiction de l’adoption homoparentale illégale.

## Controverses
L’adoption par des couples de même sexe n’est pas sans provoquer quelques controverses. La première d’entre elles porte sur les conséquences éventuelles, pour l’enfant, d’être élevé dans une famille homoparentale. Des résultats récents de recherches montrent qu’il convient de distinguer des typologies ainsi les familles homoparentales constituées par deux hommes diffèrent des familles homoparentales constituées par deux femmes. En effet, les modalités de constitution des familles différant d’un modèle à l’autre (PMA, GPA, adoption, etc.), les conséquences pour l’enfant ne sont donc plus comparables.
Les premières recherches en science sociale semblaient montrer que l’orientation sexuelle des parents n’avait pas d’impact sur le développement des enfants; l’American Psychological Association, la Ligue américaine pour le bien-être de l’enfant (Child Welfare League of America), l’Académie américaine de pédiatrie (American Academy of Pediatrics) et d’autres organismes chargés de la protection de l’enfance ont publié des rapports qui concluaient que les connaissances scientifiques actuellement acquises ne permettent pas de dire que les familles homoparentales sont moins qualifiées que les familles hétéroparentales ou que les enfants s’y développent moins bien.
La communauté scientifique n’est cependant pas unanime à ce sujet. La rigueur scientifique des recherches empiriques sur lesquelles reposaient les rapports des organismes professionnels a été contestée. On reproche d’abord aux premières recherches des faiblesses méthodologiques. Ces recherches montrent également certaines différences entre les enfants issus de différents types de famille,,,. Par ailleurs, des recherches portant sur l’adaptation sociale et affective de ces enfants une fois devenues adultes montrent des résultats plus équivoques,.
Néanmoins, en 2013, l’American Academy of Pediatrics a maintenu en substance ses conclusions de 2002, et d’autres associations professionnelles comme l’American Sociological Association, l’American Psychiatric Association et l’American Medical Association ont formulé des conclusions similaires.